# Aïn M'lila
Aïn M'lila (en arabe : عين مليلة, tamazight : (ⵄⵉⵏ ⵎⵍⵉⵍⴰ) est une commune de la wilaya d'Oum-El-Bouaghi, située à 43 km au sud de Constantine, à 70 km au nord-est de Batna et à 422 km au sud-est de la capitale Alger.

## Géographie
Aïn M'lila est une ville du nord-est algérien, grand centre commercial, au sein d'une plaine de terres fertiles, entourées de montagnes comme Djebel Guerrioun (1 729 m) à l'est, et le Djebel Fortas (1 477 m) au nord est, le Nif Ennser (1 540 m) au sud ouest, le djebel Meimane au nord-ouest (1 160 m) ainsi qu'Arkane, Taywalt, qui relèvent de la chaine de montagnes des Aurès.
La ville est enserrée entre ces montagnes comme une cuvette et fut une région marécageuse à l'époque ottomane.

### Localités de la commune
Aïne M'lila est une commune mixte, une entité administrative fondée par l'arrêté du 20 mai 1868. Par agrégation, elle se compose de 24 localités :
- Ville d’Aïn M’lila
- Centre de Fourchi
- village socialiste agricole de Fourchi
- Haddada Hadj Salah
- Haddada El Bir
- Bouchlouta Slib
- Frex Boukabep
- Moghniet
- Henchir Legraba
- Remada
- Fourchi
- Hallilif
- partie de la mechta El Malah
- Lemdarga
- Lamzara
- Henchir Ouled Zaïd
- Sedjra
- Roknia
- Ghar Tinn
- Agba Baïda
- Djid Malou
- Henchir Ouled Belaguel
- Ketf El Hassi
- Bir Benayed

## Toponymie
Le nom berbère dans le variant chaoui icht anyidh signifie « une seule nuit », c'est-à-dire عين أم ليلة (ce qui signifie pour certains: source d'une nuit), pour d'autres elle signifie la fontaine d'Oum Lila (la mère de Lila, femme qui habitait les lieux autrefois près de cette fontaine). Une autre étymologie rapproche ce nom de la racine berbère mellal qui renvoie à la couleur blanche (Melilla, Béni Mellal).[réf. nécessaire]
Pour les nomades qui se déplacent entre le sud du Tell et Biskra, la région d'Aïn Mlila est considérée comme le « pays de la soif ». En effet, les plaines environnantes sont arides et force les nomades de passage à s'arrêter à l'emplacement d'Aïn M'lilla qui est le seul emplacement viable.

## Histoire

### Antiquité
Aïn M'lila est une région de passage importante située dans l'alignement de Constantine et de l'Aurès. On y trouve plusieurs vestiges romains. 
Vestiges antiques à Sila: dolmens et tombes anciennes au lieu-dit « El Djahli » à l'emplacement de la commune des Ouled Gacem entre la passe située entre le Fartas et le Guerioun; ruines romaines au Bordj sur la route de Constantine.[réf. nécessaire]

### Période de la colonisation française: 1830-1962
Ce n'est qu'à l'arrivée des Français et après la prise de Constantine que la région arrosée par les oueds: Fesguia et Fourchi, a connu un début d'urbanisation avec la construction vers les années 1840 à 59 km de Constantine, du caravansérail d'Ain Melilah. Avec l'arrivée des premiers colons français, le lieu qui fut une simple halte pour les diligences, commença à prendre de l'importance du fait de sa position de carrefour des différents pôles urbains environnants. Caravansérail sur la route de Batna à Biskra, elle eut son premier télégraphe en 1851 et, de hameau, elle devint un grand village qui s'agrandissait au fil  des ans, si bien que lors de la seconde visite de Napoléon III en Algérie (le 30 mai 1865), il s'y arrêta et fut reçu en grande pompe par ses habitants dans une fiesta telle que cela est rapporté par la presse coloniale de l'époque.
De centre de colonisation, elle fut érigée en commune mixte en 1874, jusqu'en 1956. Lors du recensement de 1886, le village comptait 135 Européens et la banlieue 1 365 indigènes. On y installa  un bureau de poste et une brigade de gendarmerie, mais pas d'école ou d'église. Essentiellement agricole, le centre prit de l'importance et commença à s'agrandir au fil des années pour devenir un grand bourg et l'installation de marchés : tels des Ouled Blaaguels, Seguenias et des Zmouls, les premières composantes de sa population, à qui vinrent s'ajouter les colons et les travailleurs indigènes venus d'autres contrées, poussés par les différentes famines et les sécheresses qui ont sévi durant ces premières années de la colonisation.

## Économie
Aïn M'lila est le siège de l'entreprise pharmaceutique: IMGSA Groupe, spécialisée dans la fabrications des gants médicaux.

## Vie quotidienne

### Sports
Les clubs de football de la ville sont:
- L'AS Aïn M'lila;
- L'Étoile Sportive d'Ain M'lila (ESAM);
- Le Chabab Riyadhi Ain M'lila (CRAM), anciennement CRFAM Fourchi ;
- L'Union Sportive Ain M'lila (USAM), (Cité Gouadjelia).

Les clubs de handball de la ville sont : 
- Handball : Wifak Ain M'lila (WAM)
- Handball : Chabab Riyadhi Ain M'lila (CRAM-APC), club communal.

## Personnalités liées à la commune

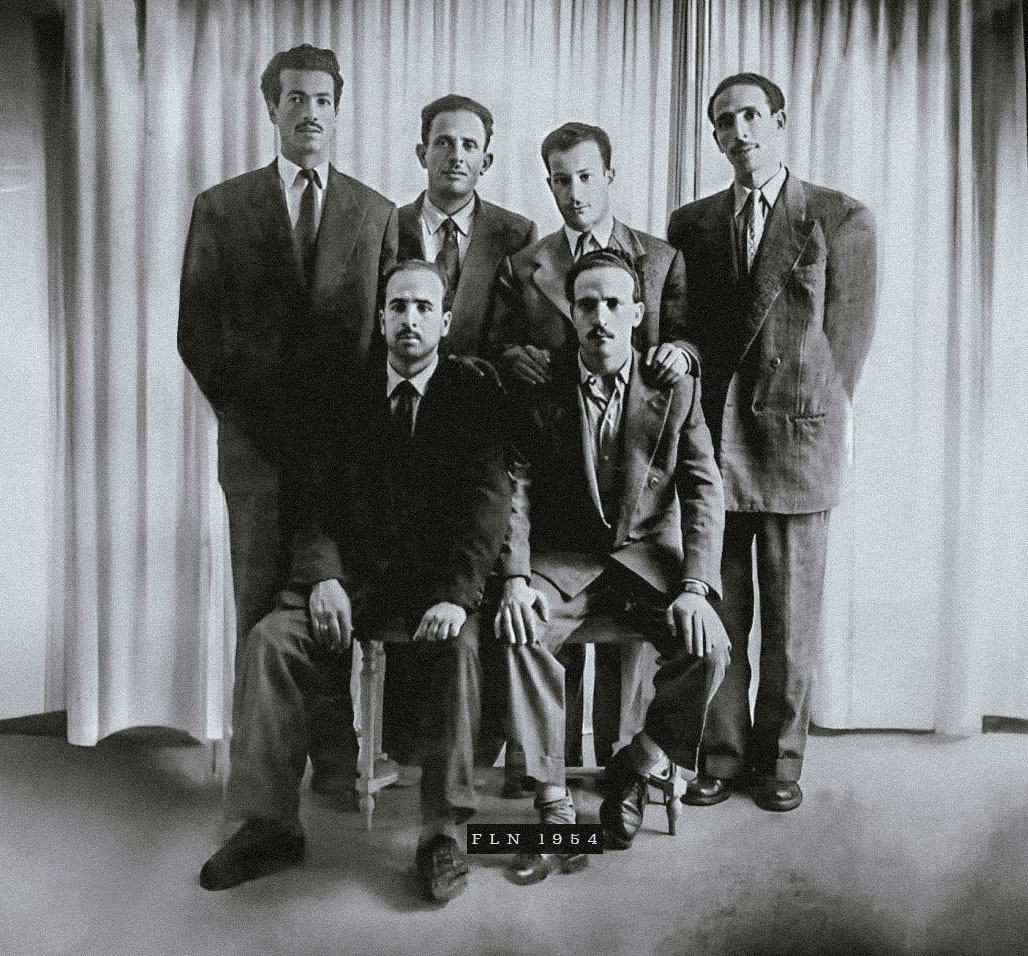
Larbi Ben M'hidi parmi les six chefs à l'origine de la guerre d'Algérie

- Jeanne Benameur (1952-) : femme de lettres française ;
- Mohamed Laid Al KHALIFA (1904-1979) : poète et directeur de la medersa El Irfane ;
- Larbi Ben M'hidi (1923-1957) : combattant et responsable du FLN durant la guerre d'Algérie : l'un des Neufs historiques qui ont déclenché la guerre d'Algérie ;
- Georges Janin (1910-1974) : joueur de football Français ;
- Mohamed Tahar Djadouri (1939-2013): combattant du FLN ;
- Ahmed Boustila, commandant de la Gendarmerie nationale algérienne de février 2000 à septembre 2015.